# 大田出版
東京都新宿区の出版社なら、もしかして
- 太田出版

ではありませんか？